# لورينزو ميغيل
لورينزو ميغيل (بالإسبانية: Lorenzo Miguel)‏ هو نقابي أرجنتيني، ولد في 27 مارس 1927 في Villa Lugano ‏ في الأرجنتين، وتوفي في 29 ديسمبر 2002 بسبب قصور كلوي.